# ズヴィアド・ガムサフルディア
ズヴィアド・ガムサフルディア（Zviad Gamsakhurdia、ზვიად კონსტანტინეს ძე გამსახურდია、1939年3月31日 - 1993年12月31日）は、ソ連のグルジア（現・ジョージア）の政治家、作家、文学者。ミングレル系である。民主的に選出された最初のグルジア大統領だが、独裁者とも評される。
1965年から教会の活動に参加し、トビリシのシオニ教会会議議員となった。1970年代始めからグルジア作家連盟会員。
1974年からモスクワの人権擁護家と関係を維持し、人権擁護会報「現行の事件記録」にグルジア国内の事件を定期的に掲載した。同年、「グルジア人権擁護イニシアチブ・グループ」を創設。国際アムネスティ・ソビエト・グループ会員。1975年5月からグルジア語の文学雑誌「オクロス・サツミシ」（金の羊毛）の編集長。1976年から、メラブ・コスタワと共同でもう1つのグルジア語雑誌『サカルトヴェロス・モアンベ』（グルジア通報）を発行。1976年1月からグルジア・ヘルシンキ・グループ会員。
1977年4月7日、コスタワと共に逮捕され、1978年夏、ダゲスタンに2年間追放の刑を宣告される。1979年6月、特赦。帰国後、グルジア科学アカデミー・グルジア文学研究所で先任科学職員として働く。
1988年〜1991年、聖イリヤ・プラヴェドヌイ協会共同議長、「円卓-自由グルジア」（グルジア円卓会議）ブロックの指導者。1990年11月からグルジア最高会議議長。1991年5月26日初代のグルジア大統領に選出される。民主派、改革派として政治的経歴を重ねたガムサフルディアであったが、政権掌握後は次第に独裁的な政治手法に終始し、野党からは独裁者と非難を浴びた。
1992年1月6日、クーデターによりグルジアから追放され、チェチェン・イチケリア共和国へ亡命した。1993年9月に帰国したが、同年12月31日、グルジア西部のサメグレロで死亡。死亡時の状況については詳細がよく分かっていないが、遺体は頭部に2発の銃弾が命中した状態で発見された。暗殺や自殺、さらには戦闘に巻き込まれて死亡したなど、いくつかの説がある。後にチェチェンの首都グロズヌイに埋葬された。しかし、その後始まったチェチェン戦争によってガムサフルディアの墓は紛失し、行方が分からなくなっていたが、2007年に墓の場所が明らかになり、遺体は検視の後に改葬のためグルジアに運ばれた。改葬式はトビリシの教会で行われ、当時の大統領ミヘイル・サアカシュヴィリや多くの市民が参列した。
ガムサフルディアの最期をテーマにした『ヒブラ村』という映画が制作され、日本の岩波ホールで2017年に公開された。
エドゥアルド・シェワルナゼ政権では独裁者だったとして否定的に評価されていたが、近年、グルジアを分裂から救おうとした「愛国者」として名誉回復されている。大統領経験者で、自身も強硬なグルジア民族主義者として知られるサアカシュヴィリも「立派な政治家であり、愛国者だった」と称賛している。大統領在任中にはトビリシの幹線道路にガムサフルディアの名を冠したり、シェワルナゼ政権下で拘束されていたガムサフルディアの支持者32人を釈放したりしている。

## 家族と経歴
父は著名な文学者コンスタンティネ・ガムサフルディア。
ガムサフルディアは2度結婚している。最初の妻ダリ・ロルアとの間には、コンスタンチン・ガムサフルディアという息子がいる。
ガムサフルディアの2番目の妻であるマナナ・アーシュヴァッツェ・ガムサフルディアは、独立グルジアの初代ファーストレディとなった。夫妻にはツォトネとギオルギという二男がいた。
トビリシ大学西欧言語学部を卒業。哲学科学博士。